# Обайон (округ)
Округ Обайон (англ. Obion County) располагается в штате Теннесси, США. Официально образован в 1823 году. По состоянию на 2010 год, численность населения составляла 31 807 человек.

## География
По данным Бюро переписи США, общая площадь округа равняется 1437,451 км², из которых 1411,551 км² — суша, и 25,9 км², или 1,88 % — это водоёмы.

## Население
По данным переписи населения 2000 года в округе проживает 32 450 жителей в составе 13 182 домашних хозяйств и 9398 семей. Плотность населения составляет 23,00 человека на км2. На территории округа насчитывается 14 489 жилых строений, при плотности застройки около 10,00-ти строений на км2. Расовый состав населения: белые — 88,16 %, афроамериканцы — 9,85 %, коренные американцы (индейцы) — 0,19 %, азиаты — 0,14 %, гавайцы — 0,05 %, представители других рас — 0,91 %, представители двух или более рас — 0,71 %. Испаноязычные составляли 1,90 % населения независимо от расы.
В составе 31,00 % из общего числа домашних хозяйств проживают дети в возрасте до 18 лет, 56,40 % домашних хозяйств представляют собой супружеские пары, проживающие вместе, 11,10 % домашних хозяйств представляют собой одиноких женщин без супруга, 28,70 % домашних хозяйств не имеют отношения к семьям, 25,70 % домашних хозяйств состоят из одного человека, 12,10 % домашних хозяйств состоят из престарелых (65 лет и старше), проживающих в одиночестве. Средний размер домашнего хозяйства составляет 2,42 человека, и средний размер семьи — 2,89 человека.
Возрастной состав округа: 23,40 % — моложе 18 лет, 8,40 % — от 18 до 24, 27,70 % — от 25 до 44, 25,40 % — от 45 до 64, и 25,40 % — от 65 и старше. Средний возраст жителя округа — 39 лет. На каждые 100 женщин приходится 93,40 мужчин. На каждые 100 женщин старше 18 лет приходится 89,90 мужчин.
Средний доход на домохозяйство в округе составлял 32 764 USD, на семью — 40 533 USD. Среднестатистический заработок мужчины был 32 963 USD против 20 032 USD для женщины. Доход на душу населения составлял 17 409 USD. Около 10,10 % семей и 13,30 % общего населения находились ниже черты бедности, в том числе — 18,60 % молодежи (тех, кому ещё не исполнилось 18 лет) и 15,10 % тех, кому было уже больше 65 лет.